# Полк (округ, Северная Каролина)
Округ Полк (англ. Polk County) располагается в штате Северная Каролина, США. Официально образован в 1855 году. По состоянию на 2010 год, численность населения составляла 20 510 человека.

## География
По данным Бюро переписи США, общая площадь округа равняется 619,011 км2, из которых 616,421 км2 суша и 1,813 км2 или 0,310 % это водоёмы.

## Население
По данным переписи населения 2000 года в округе проживает 18 324 жителей в составе 7 908 домашних хозяйств и 5 337 семей. Плотность населения составляет 30,00 человек на км2. На территории округа насчитывается 9 192 жилых строений, при плотности застройки около 15-ти строений на км2. Расовый состав населения: белые — 92,26 %, афроамериканцы — 5,89 %, коренные американцы (индейцы) — 0,19 %, азиаты — 0,24 %, гавайцы — 0,03 %, представители других рас — 0,63 %, представители двух или более рас — 0,76 %. Испаноязычные составляли 3,01 % населения независимо от расы.
В составе 23,50 % из общего числа домашних хозяйств проживают дети в возрасте до 18 лет, 56,30 % домашних хозяйств представляют собой супружеские пары проживающие вместе, 7,90 % домашних хозяйств представляют собой одиноких женщин без супруга, 32,50 % домашних хозяйств не имеют отношения к семьям, 28,90 % домашних хозяйств состоят из одного человека, 15,00 % домашних хозяйств состоят из престарелых (65 лет и старше), проживающих в одиночестве. Средний размер домашнего хозяйства составляет 2,28 человека, и средний размер семьи 2,78 человека.
Возрастной состав округа: 20,10 % моложе 18 лет, 5,80 % от 18 до 24, 24,20 % от 25 до 44, 26,30 % от 45 до 64 и 26,30 % от 65 и старше. Средний возраст жителя округа 45 лет. На каждые 100 женщин приходится 90,20 мужчин. На каждые 100 женщин старше 18 лет приходится 87,10 мужчин.
Средний доход на домохозяйство в округе составлял 36 259 USD, на семью — 45 096 USD. Среднестатистический заработок мужчины был 29 375 USD против 23 070 USD для женщины. Доход на душу населения составлял 19 804 USD. Около 6,40 % семей и 10,10 % общего населения находились ниже черты бедности, в том числе — 11,70 % молодежи (тех, кому ещё не исполнилось 18 лет) и 8,80 % тех, кому было уже больше 65 лет.